# I testimoni di Joenes
I testimoni di Joenes o Il viaggio di Joenes è un romanzo di fantascienza del 1962 dello scrittore statunitense Robert Sheckley. Il romanzo fu pubblicato negli USA nel marzo 1962 con il titolo di Journey of Joenes e nel 1963 come Journey beyond Tomorrow; fu pubblicato per la prima volta in italiano nel 1963.

## Trama
In un indeterminato futuro (probabilmente successivo al 3000 d.C.) si narrano le avventure di Joenes, la cui filosofia ha permeato il mondo fino a pochi anni prima.
I genitori di origine statunitensi, Joenes è sempre vissuto nell'isola del Pacifico di Manituatua. A 25 anni perde il posto di lavoro e decide di andare a visitare gli Stati Uniti. Sin dal suo arrivo vive una serie di esperienze surreali, tramite cui Sheckley descrive con estremo sarcasmo una società assurda, estremizzandone alcuni comportamenti reazionari.
Appena arrivato Joenes conosce Lum e prova il peyote, litiga con dei poliziotti e viene scambiato per un comunista. Indagato da una commissione di inchiesta viene condannato a 10 anni di carcere, ma la sua pena è immediatamente condonata da un oracolo elettronico. Viene cooptato come docente universitario e successivamente dal governo per lavorare all'Ottagono (che ha sostituito il Pentagono). Viene quindi inviato in URSS in missione ma al suo ritorno l'aereo viene scambiato per un aereo nemico e attaccato, scatenando una guerra mondiale.
Solo alcune isole del Pacifico sopravvivono e lì si trasferisce con il suo amico Lum.

## Edizioni
- Robert Sheckley, Journey beyond Tomorrow, 1962.
- Robert Sheckley, Journey of Joenes, 1963.
- Robert Sheckley, I testimoni di Joenes, traduzione di Andreina Negretti, copertina di Karel Thole, collana Classici Fantascienza n° 16, Arnoldo Mondadori Editore, 1978.
- Robert Sheckley, Il viaggio di Joenes, Sellerio, 1996.